# Академия вампиров
«Академия вампиров» (англ. Vampire Academy) — серия романтических книг о вампирах, созданная американской писательницей Райчел Мид. Первый роман был опубликован в 2007 году. В них описываются приключения семнадцатилетней девушки-дампира Розмари Хэзевей, которая обучается на специальность телохранителя для своей подруги, принцессы Лиссы, в вампирской школе — Академии св. Владимира.
Действие разворачивается в современной Америке. Лучшие подруги Роза и Лисса переживают различные приключения, проверяют свою дружбу, переживают любовные страдания и потерю близких людей, и рано или поздно перед каждой из них встают сложный выбор относительно их жизни и будущего.
14 февраля 2014 года вышел фильм «Академия вампиров». В главных ролях  Зои Дойч, Данила Козловский, Люси Фрай. Режиссёр Марк Уотерс.
15 сентября 2022 года вышел телесериал «Академия вампиров». В главных ролях Сиси Стрингер, Даниэла Нивз, Кирон Мур. Режиссёр Билли Вудрафф.

## Книги
В настоящее время серия включает шесть романов, разошедшихся суммарным тиражом в 1.5 млн копий. Первый роман Райчел Мид в серии «Академия вампиров» был написан в 2007 году, раньше, чем она услышала о «Сумерках», популярном романе о вампирах Стефани Майер.
В 2010 году была издана антология «Поцелуи из ада», в которую вошел рассказ Райчел Мид «Солнечный свет» — короткая история, повествующая о родителях Лиссы.
А антология «Предсказание»(англ. Foretold) включает рассказ «Возвращение домой»(англ. Homecoming), действия которого происходят уже после событий 6-й книги «Академии».
В одном из своих интервью Райчел Мид заявила, что после выхода 6 книги «Академии» она намерена продолжить данный цикл, но уже с другими главными героями. В настоящее время в США уже вышли все шесть книг из спин-офф серии «Кровные узы». (англ. Bloodlines).
Академия вампиров:
1. Охотники и жертвы («Vampire Academy»), 2007 ISBN 978-1-59514-174-3
2. Ледяной укус («Frostbite»), 2008 ISBN 978-1-59514-175-0
3. Поцелуй тьмы («Shadow Kiss»), 2008 ISBN 978-1-59514-197-2
4. Кровавые обещания («Blood Promise»), 2009 ISBN 978-1-59514-198-9
5. Оковы для призрака («Spirit Bound»), 2010 ISBN 978-1-59514-250-4
6. Последняя жертва («Last Sacrifice»), 7 декабря 2010 г. ISBN 0-14-133188-7

Кровные узы:
1. Принцесса по крови («Bloodlines»), 2011 ISBN 1595144730
2. Золотая лилия («The Golden Lily»), 2012 ISBN 1595146024
3. Чары Индиго («The Indigo Spell»), 2013 ISBN 159514319X
4. Пламенное сердце («The Fiery Heart»), 19 ноября 2013
5. Серебряные тени («The Silver Shadows»), 29 июля 2014
6. Рубиновое кольцо («The Ruby Circle»), 10 февраля 2015.

## Персонажи книг
| Имя | Пол     | Вид    | Семья                                      | Роль в фильмах |
| --- | ------- | ------ | ------------------------------------------ | -------------- |
| Розмари Хэзевей (англ. Rosemarie Hathaway) | женский | дампир | Джанин Хэзэвей (мать) Ибрагим Мазур (отец) | Зои Дойч       |
| Розмари Хезевей — семнадцатилетний дампир, главная героиня серии книг. Её отец — морой, с которым она познакомилась лишь в возрасте 18 лет, а мать — страж. Поэтому Роза с раннего детства живёт в академии, где подружилась с моройкой Василисой Драгомир. Роза погибла в автокатастрофе, но Лисса бессознательно вернула её к жизни, после чего Роза становится «поцелованной тьмой». Благодаря этому у неё есть односторонняя связь с Лиссой, которая позволяет ей проникать в сознание подруги. Роза влюблена в своего наставника Дмитрия Беликова, и в «Поцелуе тьмы» они начали тайно встречаться, но в конце книги Дмитрия против воли обратили в стригоя. Роза отправилась в Россию для того, чтобы найти и убить его, но потерпела неудачу. Однако в «Оковах для призрака» Лиссе удалось превратить Дмитрия обратно в дампира. Тем временем произошло убийство королевы, и в нём обвинили Розу. В конце девушке удалось доказать свою невиновность, и она была назначена стражем Лиссы, ставшей новой королевой. |         |        |                                            |                |

| Имя | Пол     | Вид   | Специализация | Семья                                                                                               | Роль в фильмах |
| --- | ------- | ----- | ------------- | --------------------------------------------------------------------------------------------------- | -------------- |
| Василиса Сабина Рея Драгомир (англ. Vasilisa Sabine Rhea Dragomir) | женский | морой | дух           | Рея Драгомир (мать) Эрик Драгомир (отец) Андрей Драгомир (брат) Джиллиан Мастрано Драгомир (сестра) | Люси Фрай      |
| Василиса Сабина Рея Драгомир — моройская принцесса и лучшая подруга Розы Хэзевэй. Лисса — одна из двух последних вампиров в аристократической ветви Драгомиров, что дает ей звание «принцессы». Её семья, вместе с Розой, погибла в автомобильной аварии, когда ей было пятнадцать, но Лиссе, благодаря её силе, удалось бессознательно вернуть Розу из мёртвых, создав при этом между ними связь. Она познакомилась с Кристианом Озера в первой книге, после чего они начали встречаться. В «Оковах для призрака» она использовала дух, чтобы вернуть душу Дмитрию и обратить его обратно в дампира. В последней книге Лисса была избрана новой королевой вампиров вместо убитой Татьяны. |         |       |               | |                |

| Имя | Пол     | Вид                       | Семья | Роль в фильмах    |
| --- | ------- | ------------------------- | --- | ----------------- |
| Дмитрий Беликов (англ. Dimitri Belikov) | мужской | дампир → стригой → дампир | Алёна Беликова (мать) Рэнд Ивашков (отец) Каролина Беликова (сестра) Виктория Беликова (сестра) Софья Беликова (сестра) Ева Беликова (бабушка) Павел Беликов (племянник) Адриан Ивашков (Двоюродный брат) | Данила Козловский |
| Дмитрий Беликов — дампир, определённый защитником Лиссы вместе с Розой. Родом Дмитрий из Сибири. Беликов являлся наставником Розы в первых трёх частях серии романов. Он боролся со своими чувствами из-за того, что мог подвергнуть принцессу Драгомир опасности, ведь в случае непредвиденной ситуации он кинется прикрывать совсем не принцессу, а Розу. В «Поцелуе тьмы» они решили тайно встречаться до тех пор пока Роза не окончит школу, но в конце книги Дмитрий становится стригоем. Впоследствии Лисса обратила его вновь в дампира. Дмитрий стал стражем Кристиана. |         |                           | |                   |

| Имя | Пол     | Вид   | Специализация | Семья                                                     | Роль в фильмах |
| --- | ------- | ----- | ------------- | --------------------------------------------------------- | -------------- |
| Кристиан Озера (англ. Christian Ozera) | мужской | морой | огонь         | Мойра Озера (мать) Лукас Озера (отец) Наташа Озера (тётя) | Доминик Шервуд |
| Кристиан Озера — возлюбленный Лиссы. Кристиан — изгой моройского общества, потому что его родители сознательно стали стригоями. Он принадлежит к аристократическим мороям и тем, кто придерживается радикальных идей насчет борьбы мороев вместе со стражами против стригоев. В книге «Кровавые обещания» расстается с Лиссой, после того как узнал, что она под действием алкоголя поцеловала своего бывшего парня Аарона и скрывала от Кристиана это. Они начали снова встречаться в «Оковах для призрака». |         |       |               |                                                           |                |

| Имя | Пол     | Вид   | Специализация | Семья | Роль в фильмах |
| --- | ------- | ----- | ------------- | --- | -------------- |
| Адриан Ивашков (англ. Adrian Ivashkov) | мужской | морой | дух           | Даниелла Ивашкова (мать) Натан Ивашков (отец) Татьяна Ивашкова (тетя) Сидни Ивашкова (жена) Дмитрий Беликов (Двоюродный брат) Каролина Беликова (Двоюродная сестра) Софья Беликова (Двоюродная сестра) Виктория Беликова (Двоюродная сестра) Павел Беликов (племянник) |                |
| Адриан Ивашков — морой-аристократ и племянник королевы. Адриан обладатель каштановых волос и зеленых, словно изумруды, глаз. Он, как и Лисса, специализируется на стихии «дух» и также страдает от его побочных последствий, которые старается приглушить употреблением алкоголя и курением. Адриан вместе с Лиссой начали изучать способности Духа и искать других обладателей этой стихии. Адриан обладает способностью проникать в чужие сны. Адриан влюбился в Розу, но позже понял, что его чувства к ней были не настоящей любовью. В «Кровных узах» полюбил алхимика Сидни Сейдж. В "Серебряных тенях" она стала его женой. |         |       |               | |                |

| Имя | Пол     | Вид   | Специализация | Семья                                                                   | Роль в фильмах |
| --- | ------- | ----- | ------------- | ----------------------------------------------------------------------- | -------------- |
| Виктор Дашков (англ. Victor Dashkov) | мужской | морой | земля         | Трентон Дашков (отец) Наталья Дашкова (дочь) Роберт Дору (сводный брат) | Габриэл Бирн   |
| Виктор Дашков — морой королевских кровей, принц. Он страдал синдромом Сандовского. Виктор стремится заполучить королевский трон, но из-за болезни это для него становится просто невозможным. Чтобы излечиться, он похитил Лиссу, надеясь, что она будет с помощью духа прогонять симптомы болезни. Виктор был единственным, кто знал секрет о влечении Розы и Дмитрия, потому решил выгодно воспользоваться им, чтобы устранить обоих со своего пути при помощи особого заклинания. Впоследствии именно из-за похищения и использования Лиссы был заключён в тюрьму. В «Оковах для призрака» Роза помогла ему сбежать из тюрьмы, чтобы Дашков нашёл своего брата, который знал, как обратить стригоев в их обратное, изначальное состояние. В последнем романе она случайно убила Виктора. |         |       |               |                                                                         |                |

| Имя | Пол     | Вид   | Специализация | Семья | Роль в фильмах |
| --- | ------- | ----- | ------------- | --- | -------------- |
| Джиллиан Мастрано Драгомир (англ. Jillian Mastrano Dragomir) | женский | морой | вода          | Эрик Драгомир (отец) Эмили Мастрано (мать) Джон Мастрано (отчим) Василиса Драгомир (сестра) Андрей Драгомир (брат) |                |
| Джиллиан Мастрано Драгомир — незаконная дочь Эрика Драгомира. Роза впервые встретила Джиллиан в книге «Поцелуй тьмы», девочка интересуется у неё, как бороться со стригоями при помощи силы мороев. Хэзевей отправила её к Кристиану, с которым Мастрано впоследствии много занималась магией. В последней книге Роза узнала, что Джиллиан — сестра Василисы. После того, как Лисса стала королевой, Джиллиан получила звание принцессы. Умерла в бою, но была оживлена Адрианом. Влюблена в Эдди Кастиля. |         |       |               | |                |

| Имя | Пол     | Вид     | Семья                                                                            | Роль в фильмах |
| --- | ------- | ------- | -------------------------------------------------------------------------------- | -------------- |
| Сидни Катерина Сейдж (англ. Sydney Katherine Sage) | женский | алхимик | Джаред Сейдж (отец) Карли Сейдж (сестра) Зои Сейдж (сестра) Адриан Ивашков (муж) |                |
| Сидни Сейдж — алхимик, который помогала Розе найти родной город Дмитрия. Она — человек, но много знает о дампирах и стригоях и не любит их. Сидни много рассказывала Розе об алхимиках, но при этом держится очень отстраненно и сдержанно. Однако после того, как Сидни и Роза провели много времени вместе, у них сложились вполне дружелюбные отношения. Сидни помогла Розе и Дмитрию скрываться в книге «Последняя жертва». Одна из основных персонажей спин-офф серии «Кровные узы». Постепенно влюбилась в Адриана. В "Серебряных тенях" стала женой Адриана. |         |         |                                                                                  |                |

| Имя | Пол     | Вид    | Семья                  | Роль в фильмах |
| --- | ------- | ------ | ---------------------- | -------------- |
| Джанин Хэзевей (англ. Janine Hathaway) | женский | дампир | Розмари Хэзевей (дочь) |                |
| Джанин Хэзевей — мать Розы, уважаемый всеми страж, убивший множество стригоев. Она настоящий профессионал, не сомневающийся в необходимости своей работы. У неё очень напряженные отношения с дочерью, которые на протяжении книг постепенно улучшаются. |         |        |                        |                |

| Имя | Пол     | Вид   | Специализация | Семья                                         | Роль в фильмах |
| --- | ------- | ----- | ------------- | --------------------------------------------- | -------------- |
| Наташа Озера (англ. Natasha Ozera) | женский | морой | огонь         | Кристиан Озера (племянник) Лукас Озера (брат) |                |
| Наташа Озера — морой, принадлежащий к королевскому роду, тетя Кристиана. Когда родители Кристиана, уже будучи стригоями, пришли забрать его, чтобы обратить в себе подобных, она защитила племянника, из-за чего получила шрам на левой стороне лица. Испытывала симпатию к Дмитрию и даже сделала ему предложение стать её стражем и создать семью, на что он ответил ей отказом. Из-за несогласия с королевой относительно проблемы нехватки стражей убила её, тем самым подставив Розу. |         |       |               |                                               |                |

| Имя | Пол     | Вид   | Специализация | Семья                  | Роль в фильмах |
| --- | ------- | ----- | ------------- | ---------------------- | -------------- |
| Ибрагим Мазур (англ. Ibragim Mazur) | мужской | морой | земля         | Розмари Хэзевей (дочь) |                |
| Ибрагим Мазур — морой турецкого происхождения, который известен как опасный бандит под кличкой «Змей». У Эйба много полезных связей в мире среди мороев. Он появляется в четвёртой книге, в то время как Роза бродит по улицам в России. Роза узнаёт, что он её отец, лишь к концу книги. В шестой книге Мазур становится её адвокатом. |         |       |               |                        |                |

| Имя | Пол     | Вид    | Семья | Роль в фильмах |
| --- | ------- | ------ | ----- | -------------- |
| Эдди Кастиль (англ. Eddie Castile) | мужской | дампир |       |                |
| Эдди Кастиль — дампир, ставший одним из самых близких друзей Розы, после того как его, Розу, Мейсона, Кристиана и Мию похитили стригои. Эдди помог вызволить Виктора из тюрьмы в «Оковах для призрака». Страж принцессы,Джиллиан Мастрано Драгомир, влюблен в нее. |         |        |       |                |

| Имя | Пол     | Вид   | Специализация | Семья | Роль в фильмах |
| --- | ------- | ----- | ------------- | ----- | -------------- |
| Мия Ринальди (англ. Mia Rinaldi) | женский | морой | вода          |       | Сэми Гейл      |
| Мия Ринальди — морой, не принадлежащий к королевским семьям. Она испытывала враждебность к Лиссе и Розе из-за того, что старший брат Лиссы Андрей использовал её и разбил ей сердце. Именно она, благодаря Джесси и Ральфу, распускает слухи о Розе, говоря о том, что девушка занималась с ними сексом и давала им свою кровь. Её родители работают на одну из королевских семей, но предпочитает держать это в тайне, хотя Мейсон узнает об этом в «Охотниках и жертвах» и рассказывает об этом Розе. В «Ледяном укусе» становится подругой Розы и Лиссы после случившегося с Мейсоном и смерти её матери. |         |       |               |       |                |

| Имя | Пол     | Вид   | Специализация | Семья                                 | Роль в фильмах |
| --- | ------- | ----- | ------------- | ------------------------------------- | -------------- |
| Эйвери Лазар (англ. Avery Lazar) | женский | морой | дух           | Евгений Лазар (отец) Рид Лазар (брат) |                |
| Эйвери Лазар — аристократический морой, который появляется в «Кровавых обещаниях», когда её отец становится новым директором Академии. В какой-то момент Роза, проникнув в сознание Лиссы, поняла, что Эйвери хочет разрушить репутацию Лиссы, заставляя её пить с помощью принуждения, чтобы ослабить способности духа Драгомир. В конце книги Роза и Оксана, пользователь духа, которого Роза встретила во время путешествия по России, вместе проникли в сознание Лиссы, пытаясь спасти её от падения из окна, спровоцированного Эйвери. Они успели вовремя. После сражения Эйвери сошла с ума, не сумев справиться со способностями Духа. |         |       |               |                                       |                |

| Имя | Пол     | Вид   | Специализация | Семья                      | Роль в фильмах   |
| --- | ------- | ----- | ------------- | -------------------------- | ---------------- |
| Татьяна Ивашкова (англ. Tatiana Ivashkov) | женский | морой | неизвестна    | Адриан Ивашков (племянник) | Джоэли Ричардсон |
| Татьяна Ивашкова — королева мороев. Она была убита в 5 книге. В её убийстве обвиняют Розу, так как именно её колом была убита королева. Впоследствии было доказано, что Роза невиновна, Татьяну убила Таша Озера из-за её негуманных идей по отношению к дампирам. Ее дух является Адриану во время приступов безумия. |         |       |               |                            |                  |

| Имя | Пол     | Вид    | Семья | Роль в фильмах  |
| --- | ------- | ------ | ----- | --------------- |
| Мейсон Эшфорд (англ. Mason Ashford) | мужской | дампир |       | Камерон Монахэн |
| Мейсон Эшфорд — дампир, который является одним из лучших друзей Розы. Он симпатизировал Розе и помогал ей в раскрытии истинной сущности Мии, которая распускает сплетни о девушке. Мейсон погиб от рук стригоев в «Ледяном укусе», после того как попытался спасти Розу. Позже, будучи уже призраком, в «Поцелуе тьмы» предупредил Розу об опасности, после чего, наконец, получил покой. |         |        |       |                 |

| Имя | Пол     | Вид             | Специализация | Семья                                                        | Роль в фильмах |
| --- | ------- | --------------- | ------------- | ------------------------------------------------------------ | -------------- |
| Наталья Дашкова (англ. Natalia Dashkov) | женский | морой → стригой | земля         | Виктор Дашков (отец) Роберт Дору (дядя) Трентон Дашков (дед) | Сара Хайленд   |
| Наталья Дашкова — дочь Виктора Дашкова. Оказавшись в безвыходном положении, добровольно становится стригоем, чтобы освободить своего отца из тюрьмы Академии. Впоследствии была убита Дмитрием, после того как попыталась напасть на Розу. |         |                 |               |                                                              |                |

| Имя | Пол     | Вид   | Специализация | Семья         | Роль в фильмах |
| --- | ------- | ----- | ------------- | ------------- | -------------- |
| Оксана (англ. Oksana) | женский | морой | дух           | Марк (супруг) |                |
| Оксана — пользователь духа, которая появилась в «Кровавых обещаниях». Её «поцелованный тьмой» — дампир по имени Марк. Между ними также существует связь, которая всегда позволяет Марку чувствовать, где Оксана и что с ней происходит. Именно благодаря этой связи они поженились, ведь он гораздо старше её и к тому же дампир, а у мороев принято заключать браки между друг другом. У Оксаны и Марка существует договор, по которому Марк впитывает всю тьму, которая овладевает Оксаной, когда она использует дух, а она в ответ исцеляет его от этой тьмы. Оксана помогла Розе спасти Лиссу от принуждения со стороны Эйвери Лазар. Именно из-за неё Эйвери не удалось выкинуть Розу из сознания Лиссы во время схватки. |         |       |               |               |                |

| Имя | Пол     | Вид                     | Специализация | Семья                                         | Роль в фильмах |
| --- | ------- | ----------------------- | ------------- | --------------------------------------------- | -------------- |
| Соня Карп (англ. Sonya Karp) | женский | морой → стригой → морой | дух           | Эмили Мастрано (кузина) Майкл Таннер (супруг) | Клэр Фой       |
| Преподаватель в академии, моройка. Из-за губительного воздействия духа добровольно стала стригоем. Впоследствии была возвращена в первоначальное состояние, чтобы помочь Розе найти сестру Лиссы. Далее работала над созданием "лекарства от становления стригоем". Замужем за Михаилом Таннером, дампиром. |         |                         |               |                                               |                |

| Имя | Пол     | Вид   | Специализация | Семья                                                                   | Роль в фильмах |
| --- | ------- | ----- | ------------- | ----------------------------------------------------------------------- | -------------- |
| Роберт Дору (англ. Robert Doru) | мужской | морой | дух           | Трентон Дашков (отец) Виктор Дашков (брат) Наталья Дашкова (племянница) |                |
| Единокровный брат Виктора Дашкова, пользователь духа. Рассказал Розе, как вернуть стригоя в первоначальное состояние. У Дору был «поцелованный тьмой», но он умер. |         |       |               |                                                                         |                |

| Имя                                                                                | Пол     | Вид    | Семья | Роль в фильмах |
| ---------------------------------------------------------------------------------- | ------- | ------ | ----- | -------------- |
| Альберта Петрова (англ. Alberta Petrov) в фильме Габриэла (англ. Gabriela)         | женский | дампир |       | Доминик Типпер |
| Капитан стражей в академии. Стала наставником Розы после её возвращения из России. |         |        |       |                |

| Имя                                                                                                  | Пол     | Вид   | Специализация | Семья | Роль в фильмах  |
| --- | ------- | ----- | ------------- | ----- | --------------- |
| Эллен Кирова (англ. Ellen Kirov)                                                                     | женский | морой |               |       | Ольга Куриленко |
| Директор в Академии Святого Владимира. В четвёртой книге была сменена мороем по имени Евгений Лазар. |         |       |               |       |                 |

## Дух
Каждый морой обладает магической силой в одной из четырёх стихий — огня, воды, воздуха или земли. Однако есть очень редкая специализация, открывшаяся в мире мороев совсем недавно — Дух (англ. Spirit). Дух — это очень могущественная стихия, но от неё можно буквально сойти с ума. Дух можно блокировать медикаментами, что делает Лисса, а можно алкоголем и сигаретами, как это делает Адриан.

Могущественная стихия — но опасная. Специализирующиеся в сфере земли получают силу от земли, специализирующиеся в сфере воздуха — от воздуха. Но дух? Откуда, по-твоему, исходит эта сила? Она исходит от тебя, от самой твоей сущности. Чтобы исцелить другого, ты должна вложить часть себя. Чем больше исцеляешь, тем сильнее разрушаешься.
— Виктор Дашков. «Охотники и жертвы»
- принуждение развито почти в той же степени, что и у стригоев;
- целительство;
- воскрешение недавно умерших;
- проникновение в чужие сны по собственному желанию;
- видение аур;
- возвращение стригоям душ без возможности вновь стать стригоем;
- создание амулетов и талисманов. Проводник — серебро.

Известные пользователи Духа:
- Василиса Драгомир
- Адриан Ивашков
- Соня Карп
- Оксана
- Святой Владимир
- Эйвери Лазар
- Роберт Дору
- Нина Синклэр

## Поцелованные тьмой
Пользователи Духа могут воскрешать недавно умерших. Кого угодно: будь то морой, дампир, человек или стригой. Однако смерть их меняет. Когда они умирают и пользователь духа возвращает их, связывая их друг с другом частью своей души, вследствие чего «поцелованные тьмой» могут читать мысли и чувства пользователя духа, знать где он, проникать в их голову, когда пользователь в состоянии стресса, причем их тело в данный момент неподвижно стоит. Однако, обуздав «связь», «поцелованный» может отгородится от своего спасителя мысленным барьером (и он тоже), проникать в сознание вокресителя по собственному желанию, и их тело выполняет запрограммированные мозгом действие, например, Роза могла видеть глазами Лиссы, а её тело шло в комнату.
Однако когда «поцелованные» сталкиваются со смертью, приближаясь к ней, они начинают видеть призраков и чувствовать приближение стригоев как тошноту.
Их способности:
- чтение мыслей того, кто их воскресил;
- чувствовать, где он;
- способность проникать в его голову, «видеть её глазами»: при сильных эмоциях воскресителя, таких как страх, бешенство и возбуждение, и при собственном желании;
- чувствовать то, что чувствует он;
- ощущать присутствие стригоев как тошноту;
- видят призраков;

Да, ты «поцелована тьмой», потому что пересекла порог смерти, побывала на той стороне и вернулась. Думаешь, такой опыт не оставит отметины в душе? Восприятие жизни и мира у тебя обострено даже больше, чем у меня, хотя, возможно, ты и не осознаешь этого. Практически ты уже была в объятиях смерти. Василиса отогнала смерть, потому что хотела вернуть тебя и навсегда привязать к себе. Какая-то часть тебя всегда будет помнить эти объятия, поцелуй смерти, всегда будет цепляться за жизнь и все, что она может дать. Вот почему ты так безрассудна в своем поведении, не сдерживаешь чувств — ни страсти, ни гнева. … Вот что создало вашу связь. Её чувства всегда изливаются на других, но большинство людей не «ловят» их, если только она не добивается этого, сознательно прибегая к принуждению. А вот ты имеешь восприятие на уровне экстрасенсорного… в особенности в отношении её. — Он вздохнул почти с довольным видом. Я вспомнила, как читала, что Владимир спас Анну от смерти. Вот так, наверно, возникла и их связь.
— Виктор Дашков. «Охотники и жертвы»
Известные «поцелованные тьмой»:
- Анна (связана со Святым Владимиром)
- Роза Хэзевей (связана с Василисой)
- Марк (связан с Оксаной)
- Рид Лазар (связан с Эйвери Лазар)
- Симон (связан с Эйвери Лазар)
- Джилл (связана с Адрианом)